# Citoyenneté néocalédonienne
La citoyenneté néocalédonienne ou citoyenneté de la Nouvelle-Calédonie est une qualité juridique particulière au sein de la nationalité française (la seule de ce genre), propre à la collectivité sui generis de Nouvelle-Calédonie. Il existe ainsi une triple citoyenneté : néocalédonienne, française et européenne.

## Définition

### Accord de Nouméa
La notion de citoyenneté de la Nouvelle-Calédonie a été pour la première fois définie dans l'accord de Nouméa signé le 5 mai 1998 entre l'État, les anti-indépendantistes du Rassemblement pour la Calédonie dans la République (RPCR) et les indépendantistes du Front de libération nationale kanak et socialiste (FLNKS). Son article 2 prévoit en effet : 
« L'un des principes de l'accord politique est la reconnaissance d'une citoyenneté de la Nouvelle-Calédonie. Celle-ci traduit la communauté de destin choisie et s'organiserait, après la fin de la période d'application de l'accord, en nationalité, s'il en était décidé ainsi.
Pour cette période, la notion de citoyenneté fonde les restrictions apportées au corps électoral pour les élections aux institutions du pays et pour la consultation finale. Elle sera aussi une référence pour la mise au point des dispositions qui seront définies pour préserver l'emploi local. »
Elle s'appuie donc sur la notion de « communauté de destin », ou de « destin commun », voulue dans le préambule de l'accord : « Il est aujourd'hui nécessaire de poser les bases d'une citoyenneté de la Nouvelle-Calédonie, permettant au peuple d'origine de constituer avec les hommes et les femmes qui y vivent une communauté humaine affirmant son destin commun. » Elle s'accompagne de la reconnaissance d'une double légitimité « à y vivre [en Nouvelle-Calédonie] et à continuer de contribuer à son développement » : celle des Kanaks, le peuple présent dans l'archipel avant la colonisation (« La Grande Terre et les îles étaient habitées par des hommes et des femmes qui ont été dénommés kanak »), et celle des autres populations arrivées par la suite par vagues de migration successives (« Les communautés qui vivent sur le territoire ont acquis par leur participation à l'édification de la Nouvelle-Calédonie une légitimité. »).

### Définitions juridiques
L'article 4 de la loi organique du 19 mars 1999 relative à la Nouvelle-Calédonie, qui applique juridiquement les principes de l'accord de Nouméa, définit ainsi la citoyenneté néocalédonienne : « Il est institué une citoyenneté de la Nouvelle-Calédonie dont bénéficient les personnes de nationalité française qui remplissent les conditions fixées à l'article 188 ».
Cet article 188 précise quant à lui la constitution du corps électoral pour les élections des Provinces et du Congrès, qui forment l'ensemble des citoyens néocalédoniens. Initialement (jusqu'en 2007), il fixe trois conditions d'appartenance à ce corps : 
- a) « Remplir les conditions pour être inscrits sur les listes électorales de la Nouvelle-Calédonie établies en vue de la consultation du 8 novembre 1998 ». Cette consultation constituait le référendum local d'approbation de l'accord de Nouméa visé à l'article 76 de la Constitution française, à savoir : « Sont admises à participer au scrutin les personnes remplissant les conditions fixées à l'article 2 de la loi no 88-1028 du 9 novembre 1988 »[4]. Cette dernière loi appliquait les transformations institutionnelles décidées par les accords de Matignon de 1988, et son article 2 précisait : « Seront admis à participer à ce scrutin les électeurs inscrits sur les listes électorales du territoire à la date de cette consultation et qui y ont leur domicile depuis la date du référendum approuvant la présente loi [à savoir celui du 6 novembre 1988]. Sont réputées avoir leur domicile dans le territoire, alors même qu'elles accomplissent le service national ou poursuivent un cycle d'études ou de formation continue hors du territoire, les personnes qui avaient antérieurement leur domicile dans le territoire. »[5]. Cette condition inclus donc toute personne de nationalité française résidant en Nouvelle-Calédonie depuis au moins le 6 novembre 1988.
- « b) Être inscrits sur le tableau annexe et domiciliés depuis dix ans en Nouvelle-Calédonie à la date de l'élection au congrès et aux assemblées de province ». Cet alinéa fonde alors le principe de « corps électoral glissant », appliqué aux élections provinciales de 1999 et 2004. La citoyenneté néocalédonienne selon ce principe s'agrandissait au fur et à mesure des scrutins, en restreignant le droit du sol par une condition d'un minimum de 10 ans de résidence dans l'archipel.
- « c) Avoir atteint l'âge de la majorité après le 31 octobre 1998 et soit justifier de dix ans de domicile en Nouvelle-Calédonie en 1998, soit avoir eu un de leurs parents remplissant les conditions pour être électeur au scrutin du « 8 novembre 1998 », soit avoir un de leurs parents inscrit au tableau annexe et justifier d'une durée de domicile de dix ans en Nouvelle-Calédonie à la date de l'élection ».

Un important débat politique local a opposé entre 1999 et 2007 partisans du maintien du seul « corps électoral glissant » (essentiellement les anti-indépendantistes du RPCR) et ceux d'une plus grande restriction avec un « corps électoral gelé » aux seuls inscrits sur les listes électorales à la date du référendum sur l'accord de Nouméa de 1998, bloquant à cette date les entrées dans la citoyenneté néocalédonienne (position défendue avant tout par les indépendantistes du FLNKS). C'est finalement la deuxième option qui a été actée par le Parlement français réuni en Congrès à Versailles le 19 février 2007. Par 724 pour et 90 contre (dont les trois parlementaires néocalédoniens, tous anti-indépendantistes et membres de l'UMP, les deux députés Jacques Lafleur et Pierre Frogier et le sénateur Simon Loueckhote), celui-ci adopte en effet la loi constitutionnelle de l'article 77 de la Constitution, et de fait l'article 188 de la loi organique de 1999. Le paragraphe suivant est alors ajouté : « Pour la définition du corps électoral appelé à élire les membres des assemblées délibérantes de la Nouvelle-Calédonie et des provinces, le tableau auquel se réfèrent l'accord mentionné à l'article 76 et les articles 188 et 189 de la loi organique no 99-209 du 19 mars 1999 relative à la Nouvelle-Calédonie est le tableau dressé à l'occasion du scrutin prévu audit article 76 [soit les électeurs appelés à voter au référendum de 1998] et comprenant les personnes non admises à y participer [soit les personnes installées en Nouvelle-Calédonie entre 1988 et 1998]. ».
Est donc citoyen néocalédonien toute personne de nationalité française résidant de manière principale en Nouvelle-Calédonie depuis le 8 novembre 1998 (droit du sol gelé), ou bien celles majeures après cette date dont au moins l'un des deux parents est citoyen néocalédonien (droit du sang).

### Consultations de sortie de l'accord
L'accord de Nouméa prévoit à terme l'organisation d'une ou deux consultations d'autodétermination sur l'avenir institutionnel de la Nouvelle-Calédonie, et tout particulièrement sur le choix de son maintien ou non au sein de la République française. Ces consultations doivent avoir lieu entre mai 2014 et décembre 2018. Toutefois, tous les citoyens néocalédoniens (au titre de membres du corps électoral pour les provinciales) ne sont pas appelés à voter à ces référendums : il existe une restriction supplémentaire, limitant, selon l'article 218 de la loi organique, le vote à ceux qui ont ou auraient pu participer au scrutin de 1998, et ceux pouvant justifier d'une durée de vingt ans de domicile continu en Nouvelle-Calédonie à la date de la consultation et au plus tard au 31 décembre 2014.
Si la première consultation de sortie organisée se conclut par le choix de l'accès à la pleine souveraineté (soit l'indépendance), la citoyenneté néocalédonienne doit se transformer en nationalité.

## Dénombrements
Le nombre de personnes inscrites sur la liste électorale spéciale et appelées à se prononcer lors des élections provinciales depuis 1999 a évolué ainsi :
- 1999 (corps glissant) : 108 422 inscrits, dont[8] :
  - Province Sud : 66 372 (61,2 %)
  - Province Nord : 26 129 (24,1 %)
  - Province des îles Loyauté : 15 921 (14,7 %)
- 2004 (corps glissant) : 119 541 inscrits, dont[9] :
  - Province Sud : 72 623 (60,75 %)
  - Province Nord : 28 875 (24,15 %)
  - Province des îles Loyauté : 18 043 (15,1 %)
- 2009 (corps bloqué) : 135 932 inscrits, dont[10] : 
  - Province Sud : 83 648 (61,54 %)
  - Province Nord : 32 677 (24,04 %)
  - Province des îles Loyauté : 19 607 (14,42 %)
- 2014 (corps bloqué) : 152 457 inscrits, dont[11] :
  - Province Sud : 96 347 (63,20 %)
  - Province Nord : 35 697 (23,41 %)
  - Province des îles Loyauté : 20 413 (13,39 %)

En comparaison, le nombre d'inscrits aux élections européennes (qui ont eu lieu chaque fois un mois après les provinciales, et où autres Français et citoyens européens sont également concernés par le scrutin) a été à chaque fois :
- 1999 : 116 898 inscrits (dont 8 476, ou 7,25 %, non inscrits aux provinciales)[12].
- 2004 : 132 568 inscrits (dont 13 027, ou 9,8 %, non inscrits aux provinciales)[13].
- 2009 : 154 154 inscrits (dont 18 222, ou 11,8 %, non inscrits aux provinciales)[14].
- 2014 : 175 488 inscrits (dont 23 031, ou 13,12 %, non inscrits aux provinciales)[15].

## Droits et libertés liés à la citoyenneté néocalédonienne

### Liés à la triple citoyenneté
Les citoyens néocalédoniens disposent obligatoirement de la nationalité française et donc de la citoyenneté européenne, avec les droits et libertés liés au premier et au second de ces statuts. À ce titre, ils participent, avec les électeurs inscrits sur le tableau annexe (les électeurs français, ou autres ressortissants européens pour les scrutins municipaux ou européens, ne disposant pas de la citoyenneté néocalédonienne), aux élections nationales (élections présidentielles et législatives), du Parlement européen ou municipales.

### Droits et devoirs particuliers

#### Élections provinciales
Les citoyens néocalédoniens peuvent seuls participer aux élections des Provinces et du Congrès de la Nouvelle-Calédonie.

#### Protection de l'emploi local
Un seul véritable droit particulier supplémentaire est accordé aux citoyens néocalédoniens selon l'accord de Nouméa et la loi organique de 1999 : la protection de l'emploi local. Ainsi, l'article 24 de la loi organique déclare : 
« Dans le but de soutenir ou de promouvoir l'emploi local, la Nouvelle-Calédonie prend au bénéfice des citoyens de la Nouvelle-Calédonie et des personnes qui justifient d'une durée suffisante de résidence des mesures visant à favoriser l'exercice d'un emploi salarié, sous réserve qu'elles ne portent pas atteinte aux avantages individuels et collectifs dont bénéficient à la date de leur publication les autres salariés.
De telles mesures sont appliquées dans les mêmes conditions à la fonction publique de la Nouvelle-Calédonie et à la fonction publique communale. La Nouvelle-Calédonie peut également prendre des mesures visant à restreindre l'accession à l'exercice d'une profession libérale à des personnes qui ne justifient pas d'une durée suffisante de résidence. »
Aucun texte n'est clairement venu préciser cette disposition avant 2010, en raison notamment d'un désaccord profond entre opposants et partisans de l'indépendance sur le degré de protection à accorder (les premiers voulant privilégier à l'embauche les citoyens néocalédoniens uniquement à compétence égale des autres candidats, tandis que les second veulent une discrimination positive plus poussée). Les négociations avec les partenaires sociaux sur le sujet n'ont débuté qu'en 2006, et un reportage de l'émission Capital sur un éventuel « Eldorado calédonien » diffusé le 4 janvier 2009 sur M6 ou encore le projet d'ouvrir une liaison aérienne entre La Réunion et la Nouvelle-Calédonie par un accord entre Air Austral et Aircalin (qui pour les défenseurs de l'emploi local causerait un fort mouvement migratoire entre une région d'outre-mer connaissant un fort taux de chômage et une collectivité connaissant un quasi plein emploi) relancent le débat (l'émission aurait entraîné une hausse des requêtes auprès de l'agence de l'emploi néocalédonienne venant de France métropolitaine). Un collectif « Citoyen de pays » est rapidement constitué et celui-ci organise une marche réunissant un millier de personnes à Nouméa le 13 février 2009, afin de protester notamment contre le remaniement de l'avant-projet de loi du pays sur le sujet (ramenant, entre autres, la pénalité pour l'employeur en cas d'irrégularité de 625 à 400 fois le taux horaire, ou encore le fait que le premier chapitre explique comment embaucher une personne venant de l'extérieur de l'archipel).
L'avant-projet établit :
- un accès à l'emploi sans restriction uniquement pour les citoyens néocalédoniens et leurs conjoints (ou personnes liées à un citoyen néocalédonien par un PACS)[19],
- des durées de résidence minimales pour les personnes venant de l'extérieur en fonction des difficultés de recrutement auprès de la main-d'œuvre locale connues par le secteur de travail auquel ils postulent (dix ans pour les activités professionnelles principalement satisfaite par le recrutement local, soit plus de 75 % de citoyens locaux embauchés, cinq ans pour les secteurs connaissant de simples difficultés de recrutement, avec 50 à 75 % de Néocalédoniens employés, trois ans pour ceux touchés par « d'importantes difficultés », n'ayant réussi à recruter que 25 à 50 % de locaux, et sans durée minimum pour « d'extrêmes difficultés » avec moins de 25 % de Néocalédoniens ou assimilés) et
- une Commission paritaire de l'emploi local (CPEL) composée des représentants des partenaires sociaux, chargée d'émettre un avis sur tout recrutement litigieux, de formuler des propositions face à la problématique de l'emploi local et investie d'une mission de conciliation en cas de litige.

Il est avalisé par la Commission consultative du travail par tous les partenaires sociaux à l'exception de l'Union syndicale des travailleurs kanaks et des exploités (USTKE, indépendantiste) et de la Confédération syndicale des travailleurs de Nouvelle-Calédonie (CSTNC) et par le Gouvernement collégial local à l'unanimité de ses membres le 3 mars 2009. Il obtient également l'agrément du Conseil d'État au début du mois suivant, avec deux réserves : la nécessité de préciser dans le texte que la priorité à l’emploi local ne doit s’appliquer « qu’à égalité de compétence compte tenu de l’expérience professionnelle requise pour un emploi » et l'affirmation qu'aucune disposition de la loi organique ne permettrait aux conjoints de citoyens néocalédoniens de bénéficier d'un régime d'exonération (mesure pourtant défendue par certains partis politiques, surtout non-indépendantistes, afin d'empêcher une éventuelle « fuite des cerveaux », à savoir la décision par certains étudiants néocalédoniens de rester en France métropolitaine ou à l'étranger après y avoir éventuellement trouvé leur conjoint).
Le texte est ensuite transformé en projet de loi de pays par un nouveau passage devant le gouvernement local. Il est voté une première fois par le Congrès le 29 décembre 2009 à une très large majorité (tous les élus à l'exception de 16 abstentionnistes, à savoir les 12 du groupe FLNKS dominé par l'Union calédonienne et les 4 du Parti travailliste, le bras politique de l'USTKE), mais la demande d'une seconde lecture et donc d'un nouveau vote est déposée par le FLNKS avec la volonté de retirer du projet la protection des conjoints de citoyens néocalédoniens et d'augmenter la durée de séjour minimum requise pour accéder à certains emplois. Le texte est alors remanié, avec l'ajout de la motion suivante : « à conditions de qualification et de compétence égales, l’employeur est tenu de donner la priorité au citoyen de la Nouvelle-Calédonie. » De même, outre la promotion et le soutien de l'emploi local, le projet de loi du pays appelle dans son titre à la « protection » de ce dernier. L’assimilation des conjoints non locaux des citoyens néocalédoniens reste soumise à des mesures plus favorables que pour les autres personnes ne respectant pas la durée minimale de résidence, mais ils ne sont toutefois plus appréhendés directement dans le champ des bénéficiaires de la protection. À la place, les dispositions sur l’emploi local leur sont étendues en assimilant une durée de mariage de deux ans à une résidence de dix ans. Ce nouveau document est finalement voté à nouveau, et cette fois à l'unanimité, par le Congrès le 27 juillet 2010, et est publié au Journal officiel de la Nouvelle-Calédonie du 12 août 2010.

### Devoirs
Le premier devoir lié à la citoyenneté néocalédonienne est que celle-ci doit « traduire la communauté de destin choisie ». Les citoyens néocalédoniens sont soumis d'autre part aux devoirs afférant à la nationalité française (soumission aux conditions du code civil français, ainsi que plus particulièrement aux lois du pays et autres textes règlementaires locaux, à relever de toutes les juridictions françaises en matière contentieuse, et à leurs règles de procédure et à se faire recenser pour le service national, puis participer à l'appel de préparation à la défense) et à la citoyenneté européenne.

## Gel du corps électoral
Les élections provinciales néo-calédoniennes ont lieu dans le cadre d'un « gel » du corps électoral autorisé à participer à ces scrutins. Contrairement aux élections présidentielles et législatives auxquelles peuvent participer tous les citoyens français majeurs, seule peut participer aux élections provinciales une partie de la population. En vertu de l'accord de Nouméa de 1998 et de l'article 188 de la loi organique de 1999, sont ainsi électeurs les individus disposant de la citoyenneté néo-calédonienne, résidant en Nouvelle-Calédonie avant 1998, ainsi que leurs descendants, à la condition de résider préalablement pendant dix années consécutives sur le territoire,.
Considérant que ces dispositions portent atteinte à l'exercice du droit de vote, le Conseil constitutionnel annule en 1999 le gel du corps électoral en limitant ces conditions à la présence continue pendant dix ans. Cette décision, qui remplace le corps électoral « figé » ou « gelé » par un corps électoral « glissant », provoque une vive opposition de la part des indépendantistes. En visite dans l'archipel en 2003, le président Jacques Chirac s'engage à revenir sur cette décision, ce qui est fait par le vote de la Loi constitutionnelle n° 2007-237 du 23 février 2007,. Cette dernière réintroduit le gel du corps électoral en l'inscrivant directement dans la constitution.
Depuis la réinstauration du gel, la part de la population néo-calédonienne exclue du vote aux élections provinciales n'a cessé de croître, passant d'environ 8 000 en 1999, à 18 000 en 2009, puis á 42 000 en 2023. À cette date, environ 178 000 personnes constituaient le corps électoral gelé, sur les 220 000 constituant le corps général pouvant voter aux élections nationales, soit une exclusion d'environ 15 % de la population en âge de voter.
Par la suite, cette situation a été validée, à titre transitoire et uniquement temporaire, par le Conseil d’État, le Conseil constitutionnel ainsi que la Cour européenne des droits de l'Homme, dans la mesure où celle-ci s'inscrivait dans un « processus de décolonisation » et « sous réserve qu’il soit bien transitoire ».
Or, à la suite de la majorité de suffrages exprimés en faveurs du « Non » lors des trois référendums d'autodétermination de la Nouvelle-Calédonie en 2018, 2020 et 2021, le processus de l'accord de Nouméa a atteint son terme. Le cadre institutionnel institué par l'accord de Nouméa restant en vigueur jusqu'à un changement formel du statut du territoire, il s'ensuit une période de « flottement » quant à l'avenir institutionnel de l'archipel, au cours de laquelle les indépendantistes appellent à la tenue d'un nouveau référendum en lieu et place du troisième, dont ils refusent de reconnaître le résultat en raison de leur boycott du scrutin. Quant aux anti-indépendantistes, ils réclament au contraire le « dégel » du corps électoral : en effet, ils considèrent que les dispositions de l'accord de Nouméa sont désormais caduques, la population ayant par trois fois choisie de demeurer au sein de la république française. Cette situation de blocage se poursuit jusqu'en 2024, empêchant la conclusion d'un accord local, tandis que s'approchent les élections provinciales. Censées être organisées cette même année, elles font l'objet d'un report au 15 décembre 2024 afin de laisser davantage de temps aux parties en présence pour négocier.
Donnant son avis sur la situation le 26 décembre 2023, le Conseil d'État conclut que « Les règles en vigueur concernant le régime électoral des assemblées de province et du Congrès dérogent de manière particulièrement significative aux principes d’universalité et d’égalité du suffrage, notamment en excluant du droit de vote des personnes nées en Nouvelle-Calédonie ou qui y résident depuis plusieurs décennies. ».
Le gouvernement du président Emmanuel Macron entame en janvier 2024 un processus de révision constitutionnel visant à dégeler le corps électoral. Le projet prévoit un retour à un corps électoral « glissant » en accordant le droit de vote aux électeurs déjà inscrits sur la liste générale qui justifient d'une domiciliation d'au moins dix ans en Nouvelle-Calédonie, ou qui y sont nés. Une telle modification conduirait à l'incorporation d'environ 25 000 nouveaux électeurs,.
Le projet est examiné en mai 2024. Le Front de libération nationale kanak et socialiste critique une « énième tentative de passage en force » du gouvernement, affirmant que la France cherche à « constitutionnaliser la colonisation en Kanaky ». La Cellule de coordination des actions de terrain, proche du parti indépendantiste Union calédonienne, organise des marches. Le Congrès de la Nouvelle-Calédonie demande le retrait de la réforme tandis que Sonia Backès, représentant la droite loyaliste, accuse le Congrès et le gouvernement de la Nouvelle-Calédonie d'être illégitimes.
Le 13 mai 2024, des violences éclatent à Nouméa tandis que les députés débattent de l'adoption de la loi, qui deviendront les émeutes de 2024 en Nouvelle-Calédonie. Les affrontements opposent les forces de maintien de l'ordre à des manifestants indépendantistes, causant des incendies, des pillages et 7 morts en date du 24/05/2024 : 2 gendarmes, 4 kanaks et 1 caldoche. Trois employés pénitentiaires sont brièvement pris en otage lors d'une tentative de mutinerie dans le centre pénitentiaire de Nouméa. Les écoles et les services publics des zones concernés sont fermés. Le haut-commissaire français demande des renforts de Paris pour maintenir l'ordre et annonce une interdiction de port et de transport d'armes ainsi qu'une interdiction de vente d'alcool pendant 48 heures,.

## Symboles

### Signes identitaires
L'accord de Nouméa, dans son article 1.5, affirme que : « Des signes identitaires du pays, nom, drapeau, hymne, devise, graphismes des billets de banque devront être recherchés en commun pour exprimer l'identité kanak et le futur partagé entre tous. », tandis que l'article 5 de la loi organique de 1999 précise : « La Nouvelle-Calédonie détermine librement les signes identitaires permettant de marquer sa personnalité aux côtés de l'emblème national et des signes de la République. », et que : « Elle peut décider de modifier son nom ».
En 2010, trois de ces cinq signes ont été officiellement fixés par une loi du pays votée par le Congrès le 18 août 2010 par 49 voix pour contre 5 abstentions (les 4 du Parti travailliste et 1 des 2 du Rassemblement pour la Calédonie) :
- hymne : Soyons unis, devenons frères,
- devise : Terre de parole, Terre de partage,
- graphie des billets : plusieurs propositions ont été faites, le choix final revenant à l'Institut d'émission d'outre-mer, suivant des considérations techniques.

Les questions du drapeau local et du nom du pays sont très controversés, notamment en raison de fortes divisions entre opposants et partisans de l'indépendance (les premiers restant souvent attachés au seul drapeau français et à la dénomination de Nouvelle-Calédonie, tandis que les seconds se retrouvent généralement dans le drapeau dit indépendantiste et le nom de Kanaky). Le 13 juillet 2010, le Congrès de la Nouvelle-Calédonie a émis le « vœu que soient arborés, ensemble, en Nouvelle-Calédonie, le drapeau dont la description est annexée [i.e. le drapeau indépendantiste] et le drapeau national »,. N'ayant pas de force juridique contraignante, chaque collectivité est laissée libre de l'appliquer ou non. Cette décision a de plus soulevé une importante polémique, étant dénoncée par l'ancienne figure historique du camp anti-indépendantiste et l'un des principaux artisans des accords de Matignon puis de Nouméa Jacques Lafleur (qui déclare que « la Nouvelle-Calédonie a un drapeau, celui de la République française »), ou par le président du Gouvernement local Philippe Gomès et son parti Calédonie ensemble (lui aussi anti-indépendantiste (ils présentent leur propre proposition de drapeau local inspirée de l'exemple sud-africain). Certains citoyens néocalédoniens auraient souhaité la création d'un nouveau symbole unique pour l'ensemble de la collectivité locale et auquel le peuple néocalédonien aurait pu s'identifier, et non le drapeau du FLNKS qui est une fédération de plusieurs partis. Le site www.drapeaunc.com donne par ailleurs la possibilité de voter pour un nouveau drapeau identitaire, le choix des internautes étant présenté le 20 septembre 2010 après quatre tours de scrutins.

### Fête de la Citoyenneté
Historiquement, le 24 septembre est une fête civile locale chômée en Nouvelle-Calédonie pour commémorer la prise de possession de la Nouvelle-Calédonie par la France le 24 septembre 1853. Cette signification étant une source de réjouissance plus pour les non-indépendantistes que pour les partisans de l'accès à une pleine souveraineté, les autorités et certaines associations (tout particulièrement le « Comité 150 ans après ») ont tenté après l'accord de Nouméa d'en faire une célébration plus consensuelle sous le nom de « Fête de la Citoyenneté », voire de la fixer à une autre date (telle que le 26 juin, en référence du jour de la poignée de main historique entre Jacques Lafleur et Jean-Marie Tjibaou lors de la signature des accords de Matignon en 1988).
Le point de départ de cette évolution a lieu lors du 150e anniversaire du rattachement à la France le 24 septembre 2003, lorsqu'est érigé dans la cour de l'Hôtel de la Province Sud à Nouméa le Mwâ kâ (ce qui signifie « poteau central de la case » en langue drubea). Il s'agit d'un poteau sculpté totémique voulu comme l'emblème du destin commun, réalisé par des artistes kanak venus de tout l'archipel et chargé de symbolique jusque dans ses proportions (douze mètres de haut pour les douze mois de l'année, il est porté et dressé la première fois par 150 porteurs issus de toutes les communautés, faisant référence au temps passé comme territoire français et son poids est de trois tonnes pour renvoyer aux trois Provinces). Il reprend en huit étages les motifs iconographiques (références à des mythes fondateurs) et les flèches faîtières, représentatifs de chacune des huit aires coutumières (hiérarchisées en fonction de l'ancienneté de la colonisation par les missionnaires puis les Français, de la plus ancienne implantation européenne en bas à la plus récente en haut), surmonté d'une case miniature et planté dans un bloc de nickel (référence à la mine et au développement industriel de l'archipel) gravé d'une phrase du préambule de l'accord de Nouméa : « Le passé a été le temps de la colonisation, le présent est le temps du partage par le rééquilibrage, l’avenir doit être le temps de l’identité partagée dans un destin commun ». Lors du 24 septembre 2004, le Mwâ kâ est déplacé à son site définitif, en face du musée de Nouvelle-Calédonie et du marché de Port Moselle à Nouméa. Il est implanté dans une pirogue de béton et végétale dont il sert de mât, représentation du destin commun, tandis que les flèches faitières latérales des aires coutumières sont replacées par des enfants issus de toutes les communautés de la Nouvelle-Calédonie.
Par la suite, chaque année des célébrations ont lieu autour de ce nouveau monument le 24 septembre (le 23 pour des raisons logistiques en 2006) sous le nom de « journée citoyenne » ou « fête de la citoyenneté » (le terme est pour la première fois employé en 2006 par la vice-présidente du Gouvernement local, écrivain Kanak et militante du FLNKS Déwé Gorodey) avec certains représentants des institutions (du Gouvernement local, du Congrès et des trois Provinces, avec une fréquentation irrégulière selon les années) et une très forte présence du FLNKS et des Kanak en général. Le Rassemblement-UMP (et donc la mairie de Nouméa) ne s'y rend pas en 2004 et de 2006 à 2010 (en 2005, pour l'installation de la sculpture du barreur sur la pirogue de pierre, le maire de Nouméa Jean Lèques participe aux célébrations pour la première fois), préférant organiser de son côté des « pique-niques républicains ». Le petit mouvement indépendantiste de Libération kanak socialiste (LKS) parle en 2006, pour la première « journée citoyenne », de « mascarade folklorique ». La fête du 24 septembre 2010, couplée avec la clôture du 4e festival des arts mélanésiens qui se déroulait cette année en Nouvelle-Calédonie et la levée des deux drapeaux sur la place du Mwâ kâ (accompagnée par l'air du nouvel hymne), est toutefois nettement plus fréquentée et plus plurielle que les éditions précédentes, avec pour la première fois depuis 2005 la présence du maire de Nouméa Jean Lèques et d'une représentante du président Rassemblement-UMP de la Province Sud Pierre Frogier (et cela, même si ni l'État ni la Province Nord n'ont alors dépêché d'émissaires officiels). En 2011, la « Fête de la Citoyenneté » s'étale sur plusieurs jours avec des manifestations itinérantes sur le thème « Assumons ensemble notre histoire commune » : à Balade (Pouébo, lieu du premier contact avec des Européens en 1774, de l'arrivée de la première mission catholique en 1843 et de la prise de possession en 1853) les 23 et 24 septembre (avec pour la première fois la participation du président du Rassemblement-UMP Pierre Frogier), à Ponérihouen le lendemain, à Bourail le 27, à La Foa le 28, à Dumbéa le 29, à Ouvéa le 30 et enfin à Nouméa au Centre culturel Tjibaou et au Mwâ kâ le 1er octobre. Pour le 24 septembre 2012, le « Comité 150 ans après » fait installer autour du Mwâ kâ, sur le parc de stationnement de la baie de la Moselle, neuf cases provisoires (une « maison commune » et une pour chacune des huit aires coutumières) que les autorités locales, après quelques réticences, ont acceptées à condition qu'elles soient démontées le 30 septembre suivant.